# سنگ‌نگاره‌های هس بخته شواز
سنگ نگاره‌های هس بخته شواز مربوط به دوره اشکانیان است و در شهرستان تفت، روستای هس بخته شواز واقع شده و این اثر در تاریخ ۷ مرداد ۱۳۸۲ با شمارهٔ ثبت ۹۲۶۷ به‌عنوان یکی از آثار ملی ایران به ثبت رسیده است.